# Vila Vella (Tossa de Mar)

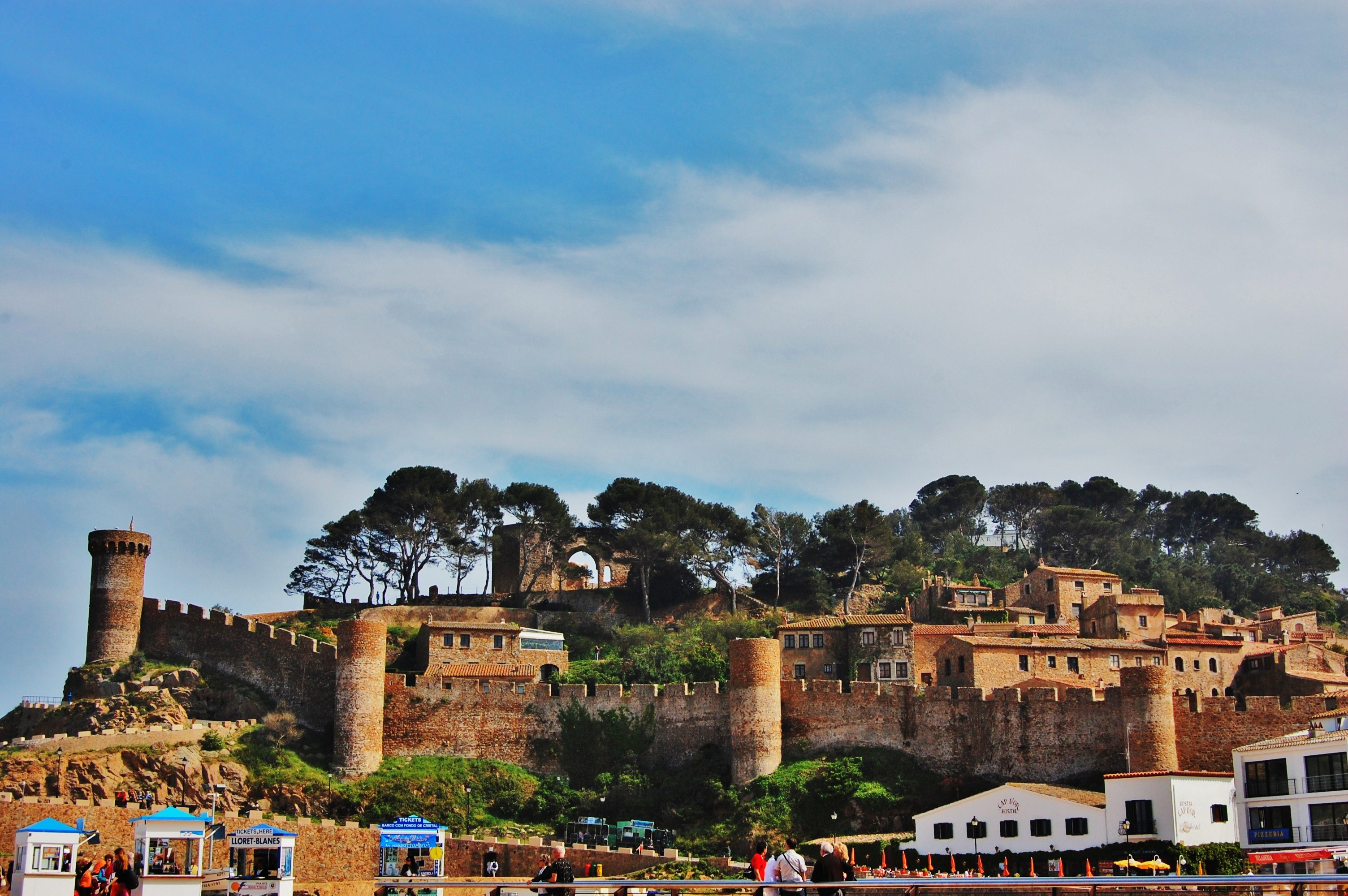
Altstadt vom Hauptstrand aus

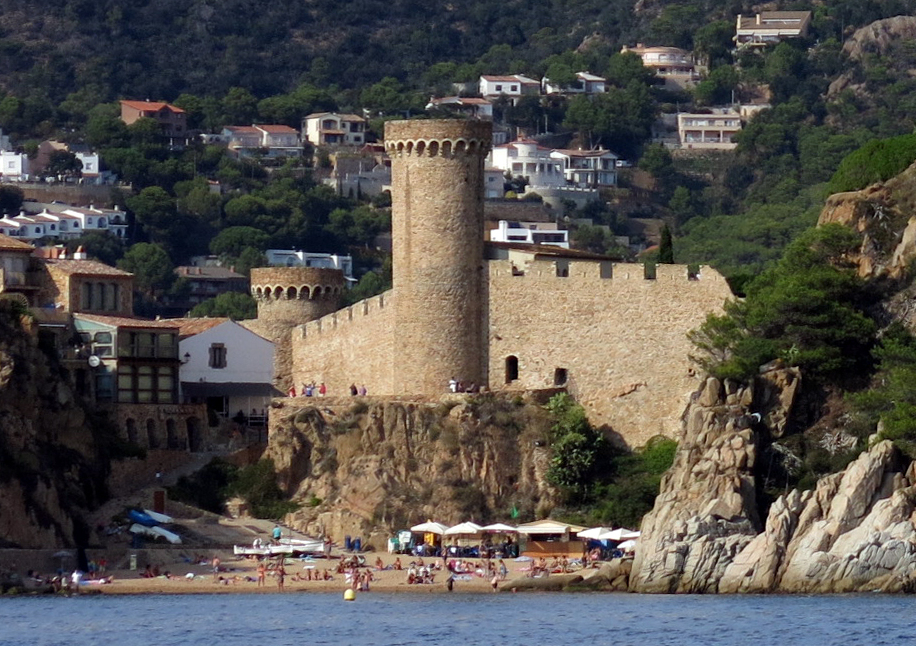
Altstadt mit Bucht und Turm Es Codolar

Die Vila Vella ist die Altstadt der katalanischen Stadt Tossa de Mar. Von Mauern und sieben Türmen umgeben, ist sie eine der Hauptsehenswürdigkeiten der Costa Brava und steht unter Denkmalschutz.

## Lage
Zwischen der Mündung des Flusses Tossa und der kleinen Bucht Es Codolar besteht eine Landbrücke, die eine vorgelagerte Halbinsel mit dem Festland verbindet. Diese Halbinsel besteht aus einem Berg, dem Mont Guardí, mit zur Küste hin steil abfallenden Klippen. Diese bilden einen natürlichen Schutz. Auf der Landseite dieser Halbinsel setzt die Stadtmauer die hoch aufragenden Klippen fort und grenzt damit die Altstadt ab.

## Geschichte

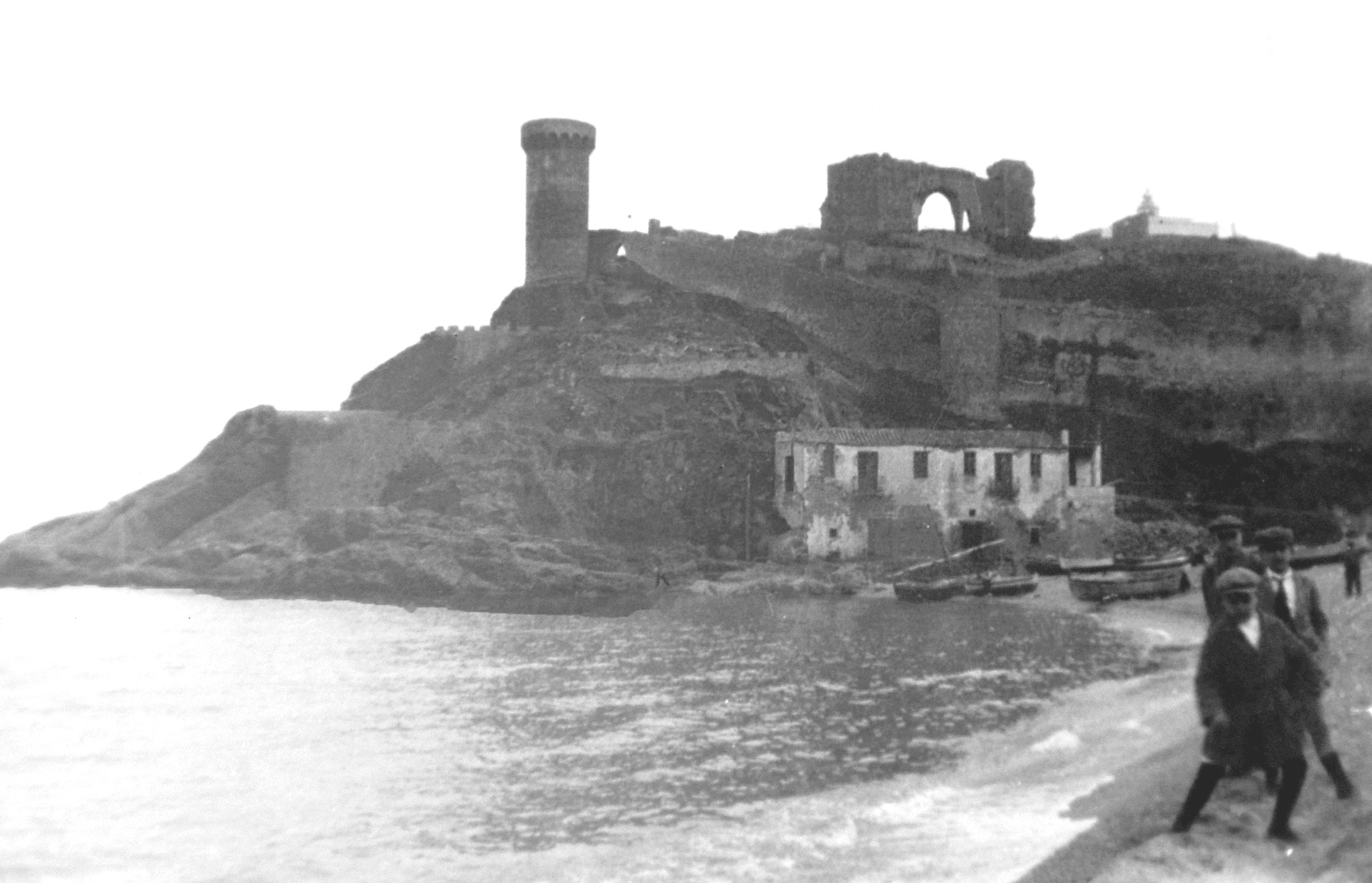
Blick auf den Torre d’en Joanàs und die Kirchenruine in der ersten Hälfte des 20. Jahrhunderts vor Beginn des Tourismus

Historisch siedelten die Menschen in dem kleinen Fischer- und Bauerndorf in der Ebene, die heute die Neustadt von Tossa bildet. Eine römische Siedlung mit iberischem Vorläufer wurde 1914 am heutigen westlichen Ortsrand entdeckt. 966 trat Graf Miró von Barcelona das Gelände an die Benediktinerabtei Santa Maria de Ripoll ab; diese behielt die formale Hoheit über das Umland bis zum Ende des Feudalismus in Spanien 1835. 1187 verlieh der Abt von Ripoll Tossa de Mar Stadtrecht.
Im Zusammenhang mit der Verleihung der Stadtrechte begann man im 12. Jahrhundert mit dem Aufbau der Stadtmauer und der Befestigungstürme. Im 14. Jahrhundert wurde der Bau abgeschlossen und ist in dieser Form erhalten. Die Anlagen verloren nach dem Ende der Reconquista 1492 die Funktion gegen innerspanische Feinde und dienten nun dem Schutz vor den Barbaresken-Korsaren. Diese militärische Funktion wurde durch den etwa vier Kilometer nordwärts gelegenen Wachturm Agulla de Pola und den nahegelegenen Wachturm Torre des Moros, die beide in Sichtkontakt mit der Altstadt stehen, ergänzt.
Im Laufe der Jahrhunderte nahm diese Gefahr ab und die Stadt wuchs auch außerhalb der Stadtmauern. Einen Meilenstein dieser Entwicklung stellte die Grundsteinlegung der Kirche Sant Vicenç im Jahr 1755 in der heutigen Neustadt dar. Die alte Kirche in der Altstadt verfiel und ist mittlerweile eine Ruine.
Da seit dem 19. Jahrhundert die Stadtmauern keine militärische Bedeutung mehr hatten, wurden sie nicht mehr gepflegt. Im Spanischen Bürgerkrieg 1936 bis 1939 war Tossa Kriegsschauplatz. Während die neue Kirche und die Neustadt Schäden davontrugen, blieb die Stadtmauer unversehrt.
1951 nutzte man das eindrucksvolle Panorama der Altstadt als Kulisse für den Film Pandora und der Fliegende Holländer mit Ava Gardner und James Mason. Der Film machte Tossa de Mar weltweit bekannt und führte zu einem Aufschwung des Tourismus. In der Folge wurden die Beschädigungen in der Mauer ausgebessert sowie Wege und Beleuchtung angelegt.

## Stadtmauer
Der Hauptzugang zur Altstadt befindet sich in der Carrer des Portal, rechts neben dem höchsten Turm der Stadtbefestigung, dem Torre de les Hores . Links neben dem Tor befindet sich das ebenfalls unter Denkmalschutz stehende Wegekreuz Creu de terme. Der Torre de les Hores ist einer der drei Türme der Stadtmauer, die heute noch einen Zinnenkranz tragen. Folgt man der massiven, hohen Stadtmauer außen in Richtung Süden auf der Carrer des Portal, einer von Restaurants dominierten Straße, so kommt man nach wenigen Metern auf Höhe der Einmündung der Carrer des Codolar zu einem zweiten Stadtturm. Dieser ist nur bis zur Höhe der Zinnen der Stadtmauer vollständig erhalten; von oberen Teil ist nur der nach außen gerichtete Halbturm erhalten. Folgt man dem Verlauf der Mauer weiter, so erreicht man nach einem kurzen Anstieg den Torre des Codolar, der die gleichnamige Bucht Es Codolar dominiert. Hier biegt die Stadtmauer ab, sichert den möglichen Aufstieg aus Es Codolar und endet in der Steilklippen an der Seite der Bucht. Der Platz vor dem Torre des Codolar ist als Aussichtsplattform ausgebaut. In der Mitte befindet sich die Skulptur A la dona del pescador.
Während die Stadtmauer früher hier geschlossen war, besteht heute ein etwa mannshoher Eingang in die Altstadt. Durch diesen kommt man auf die Placa del Pintor Joan Roig Soler. Dieser Platz, der aus dem Zusammentreffen der Straßen Carrer d’Ignasi Melé, der Carrer de l' Abat Oliba und der Carrer Vincenc Olivier gebildet wird, wird durch das ehemalige Haus des Gouverneurs dominiert, das mittlerweile ein städtisches Museum ist. Hier kann man über eine Treppe auf den Wehrgang der Stadtmauer steigen und dem Mauerverlauf oben um die Stadt folgen. Die Eingänge der Türme auf Ebene der Wehrgangs sind mit eisernen Gittern verschlossen. Der Verlauf der Stadtmauer von hier über den Torre des Codolar bis zum Torre de les Hores ist oben bereits beschrieben. Am Torre de les Hores knickt der Verlauf der Mauer ab und sichert nun den Zugang zur Altstadt vom Hauptstrand Tossas, dem Platja Gran. Hier wird die Mauer durch drei Türme ergänzt, die alle über keinen Zinnenkranz verfügen. Nach dem letzten dieser Türme steigt die Mauer steil an und führt zum Torre d’en Joanàs, der die Westecke der Stadt sicherte. Direkt danach überquert man das letzte Tor der Stadt. Der gut ausgebaute Passeig de la Vila Vella führt vom Hauptstrand über viele Windungen durch dieses Tor in die Altstadt. Die Mauer endet auf Höhe der alten Kirche. Dort dienten einst die Steilhänge des Berges der Verteidigung der Stadt.

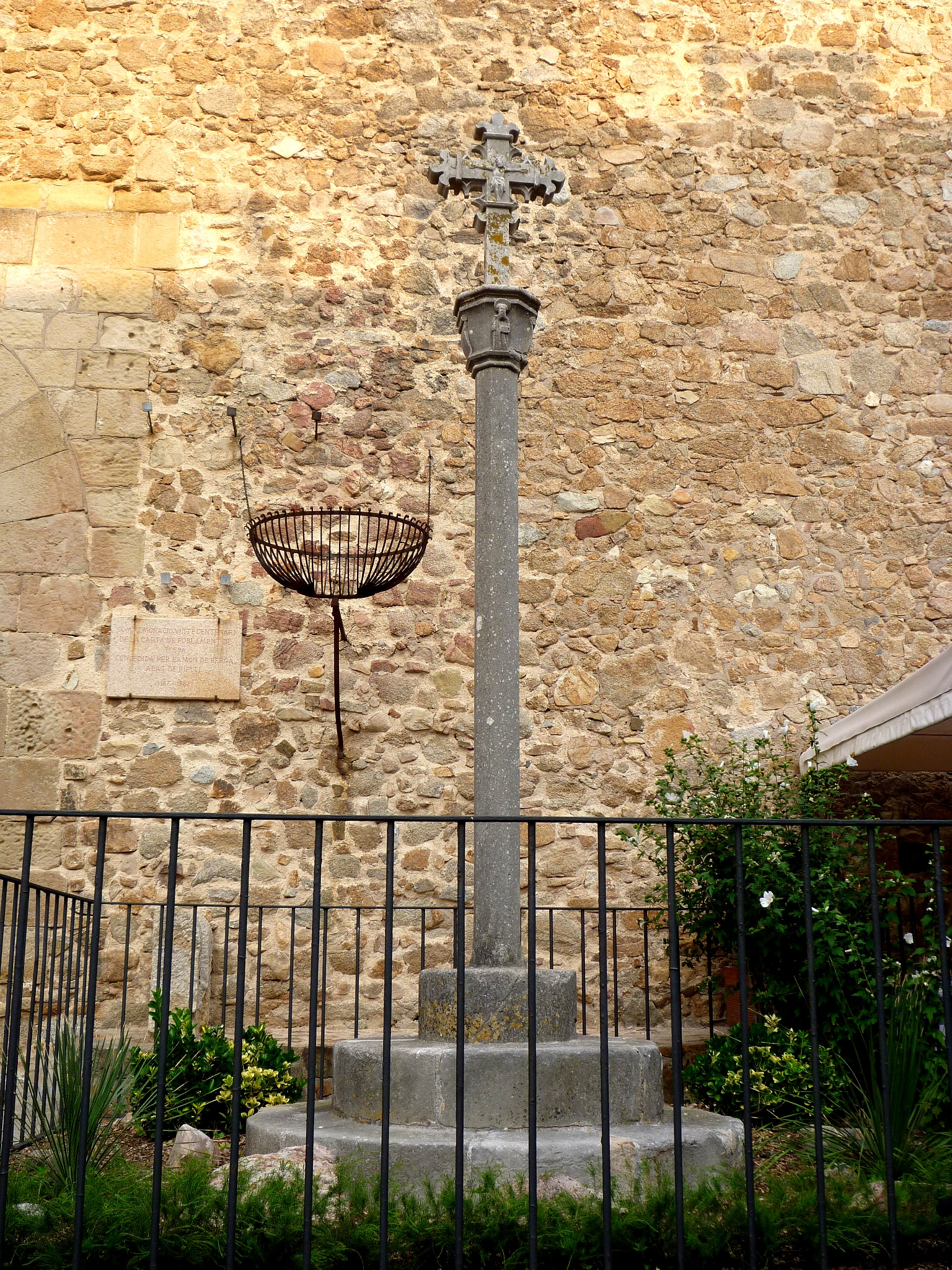
Creu de terme
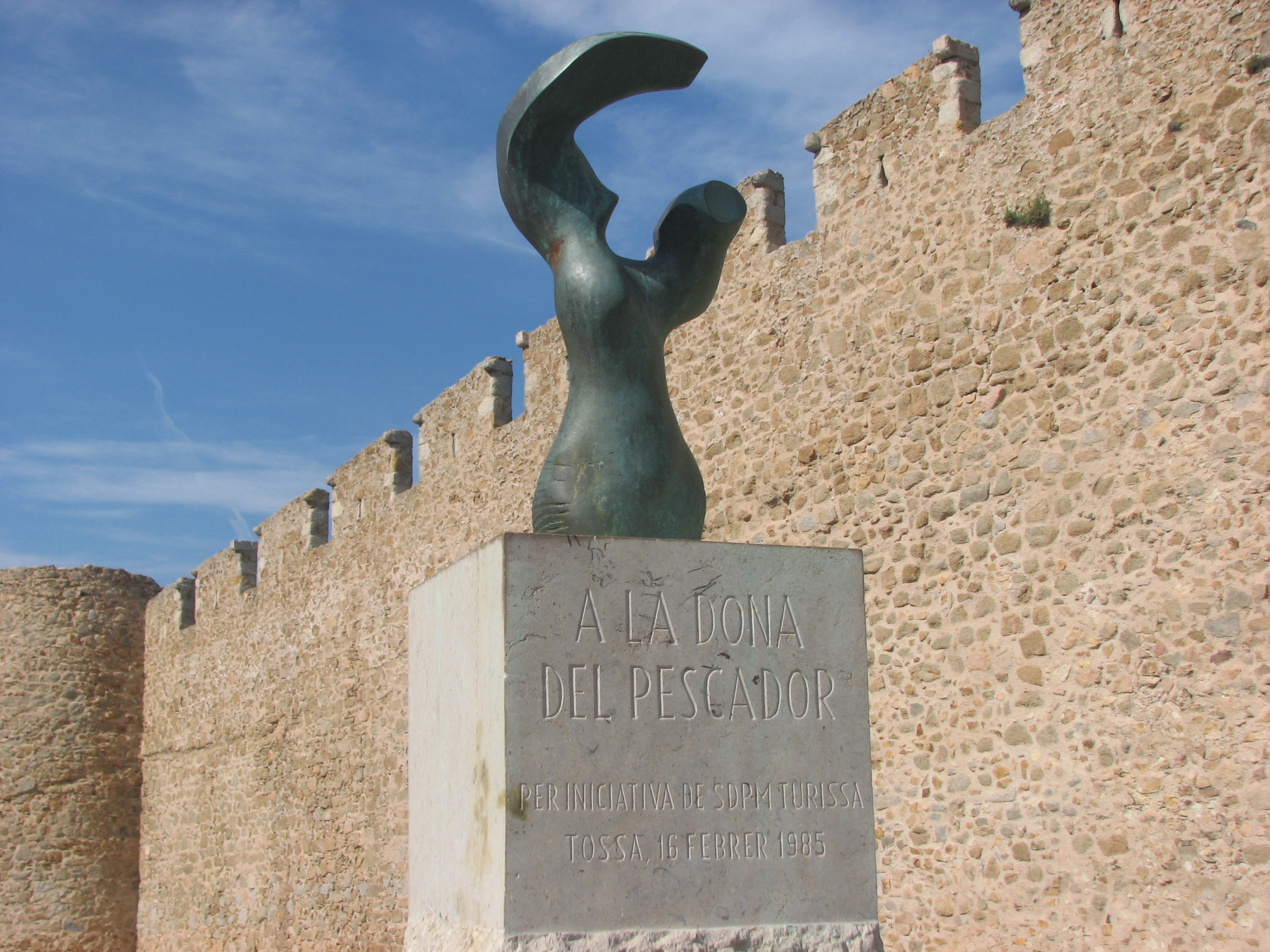
A la dona del pescador

### Die sieben Türme und drei Tore der Stadtmauer

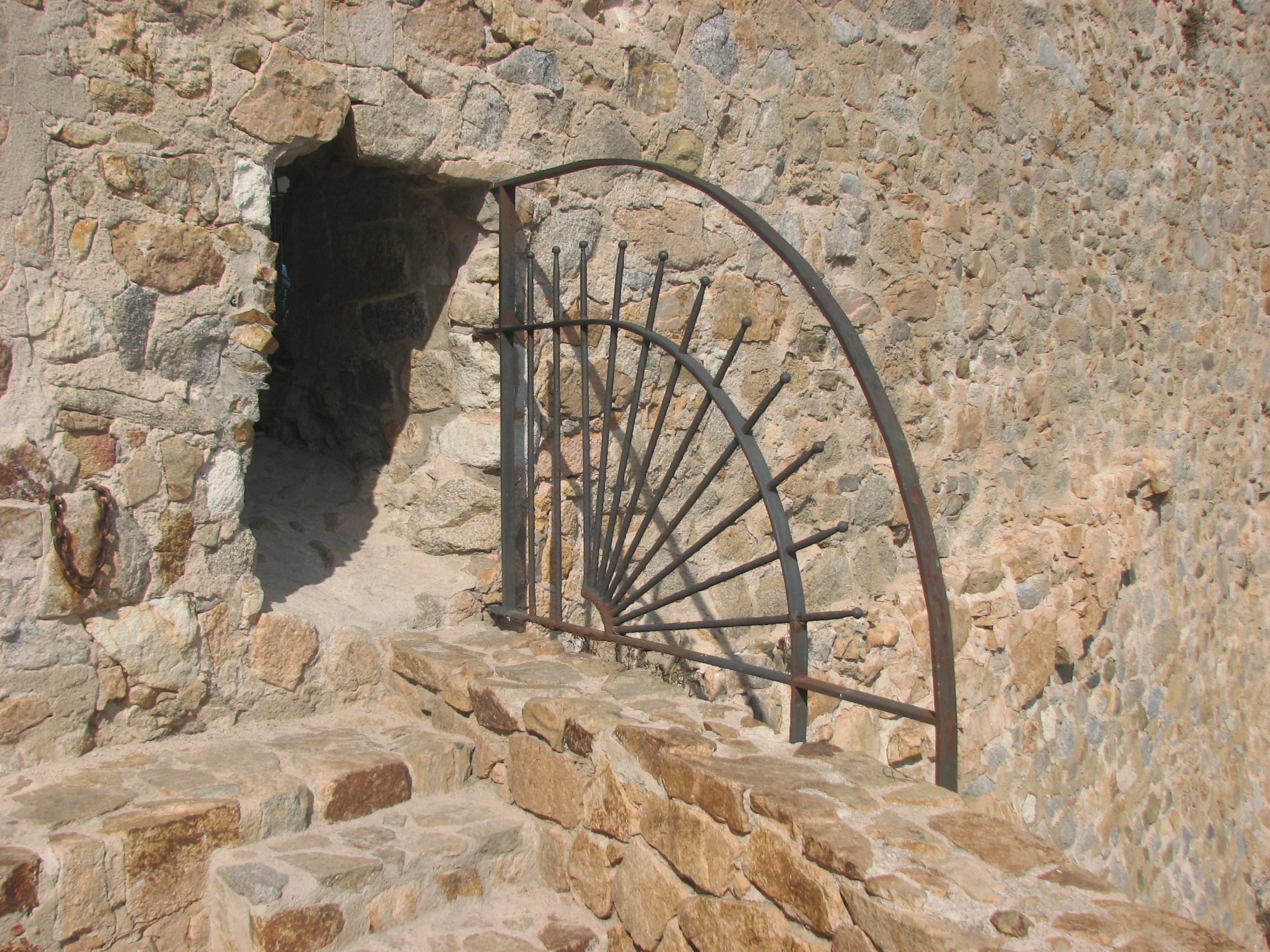
Einstieg beim Torre des Codolar
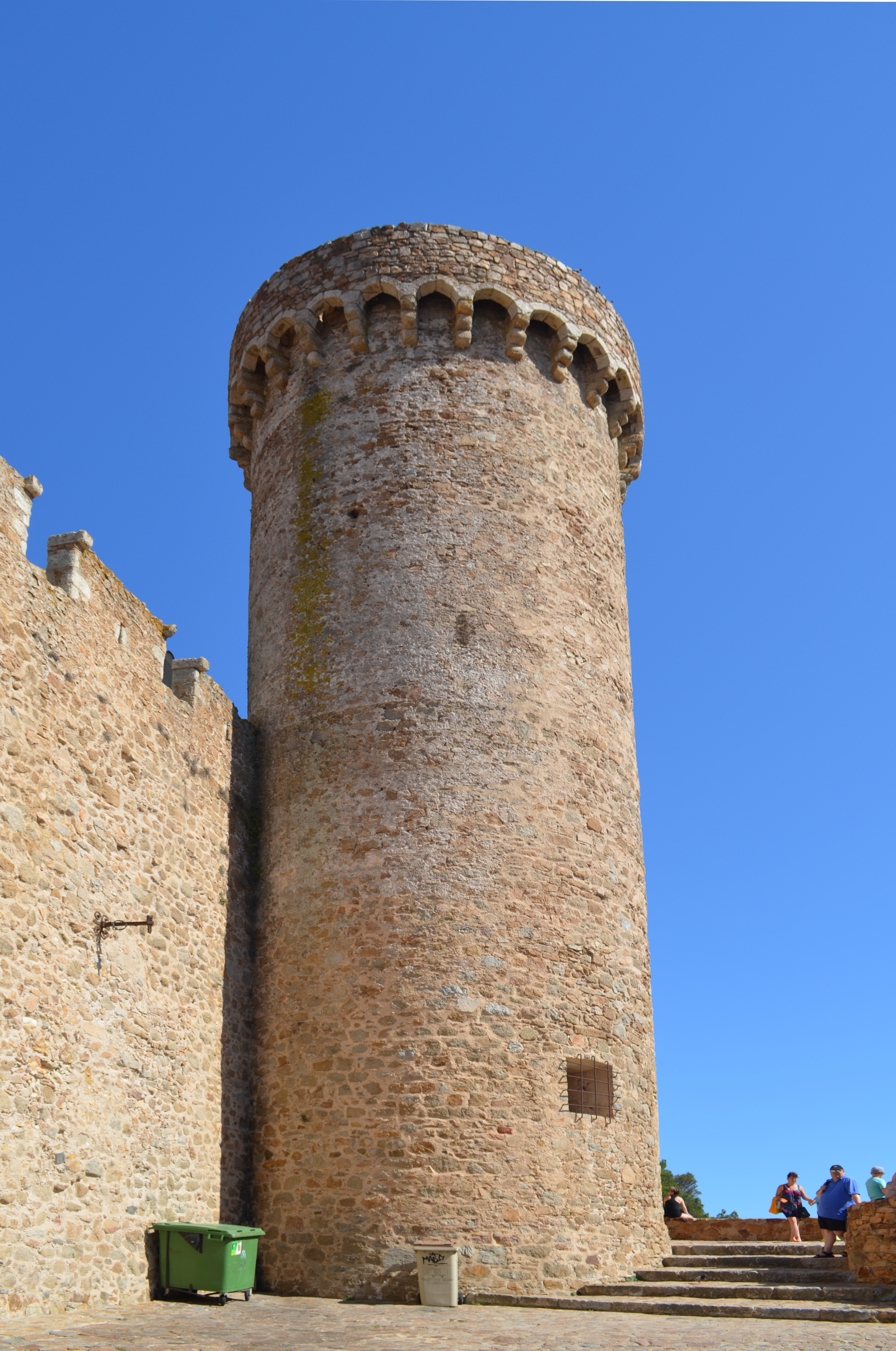
Torre des Codolar
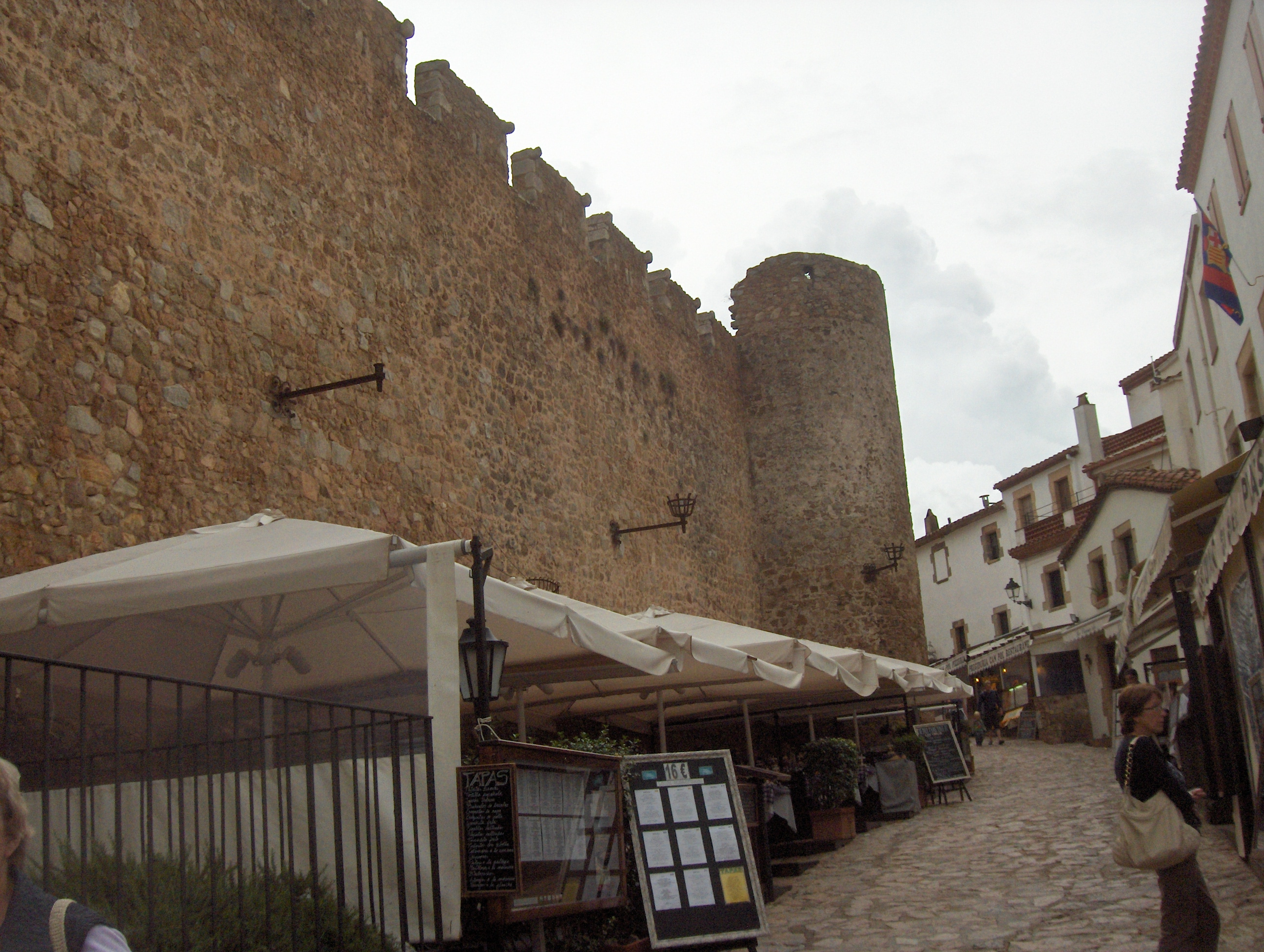
Turm an der Carrer des Portal
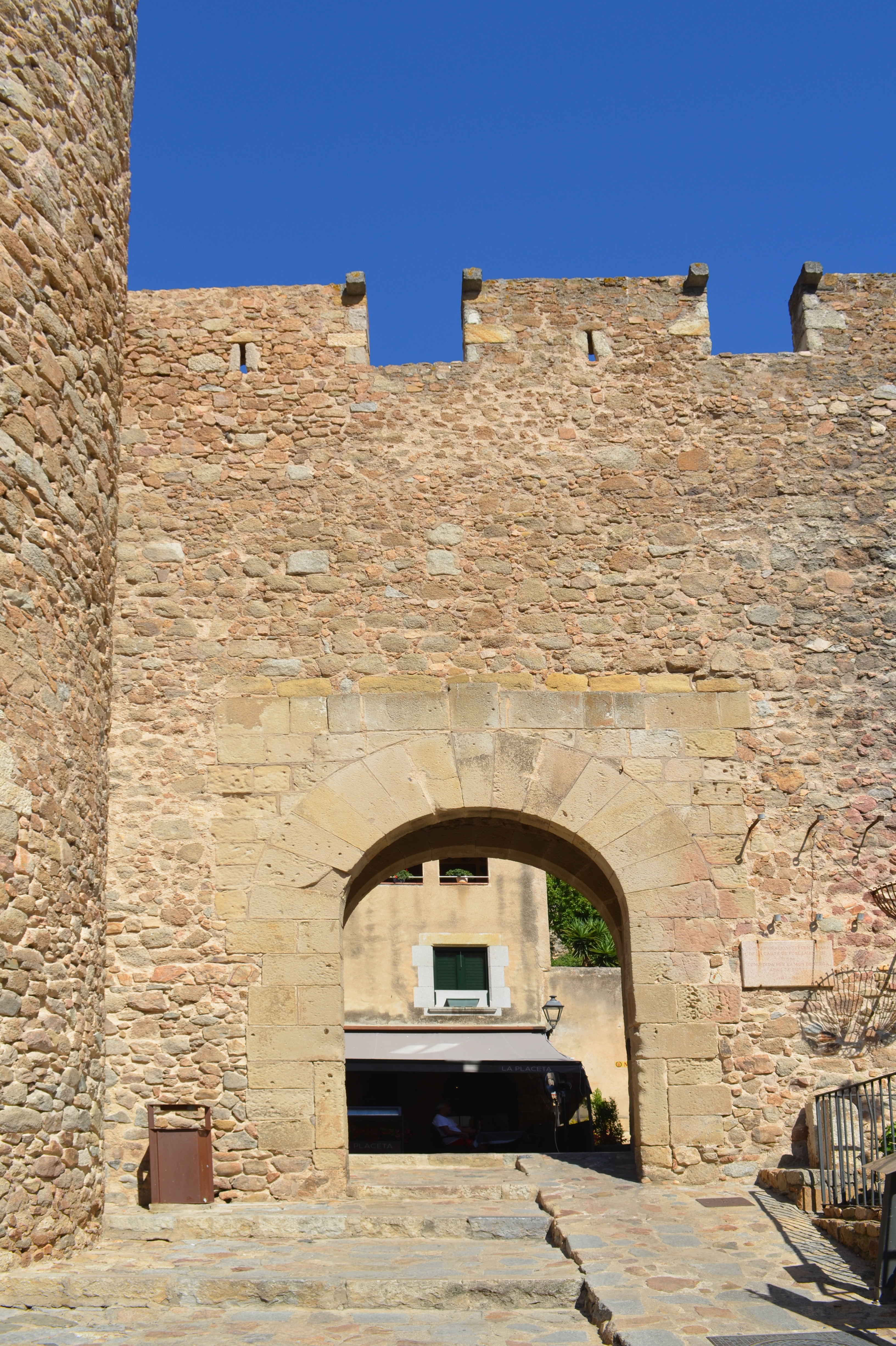
Haupteingang in die Altstadt
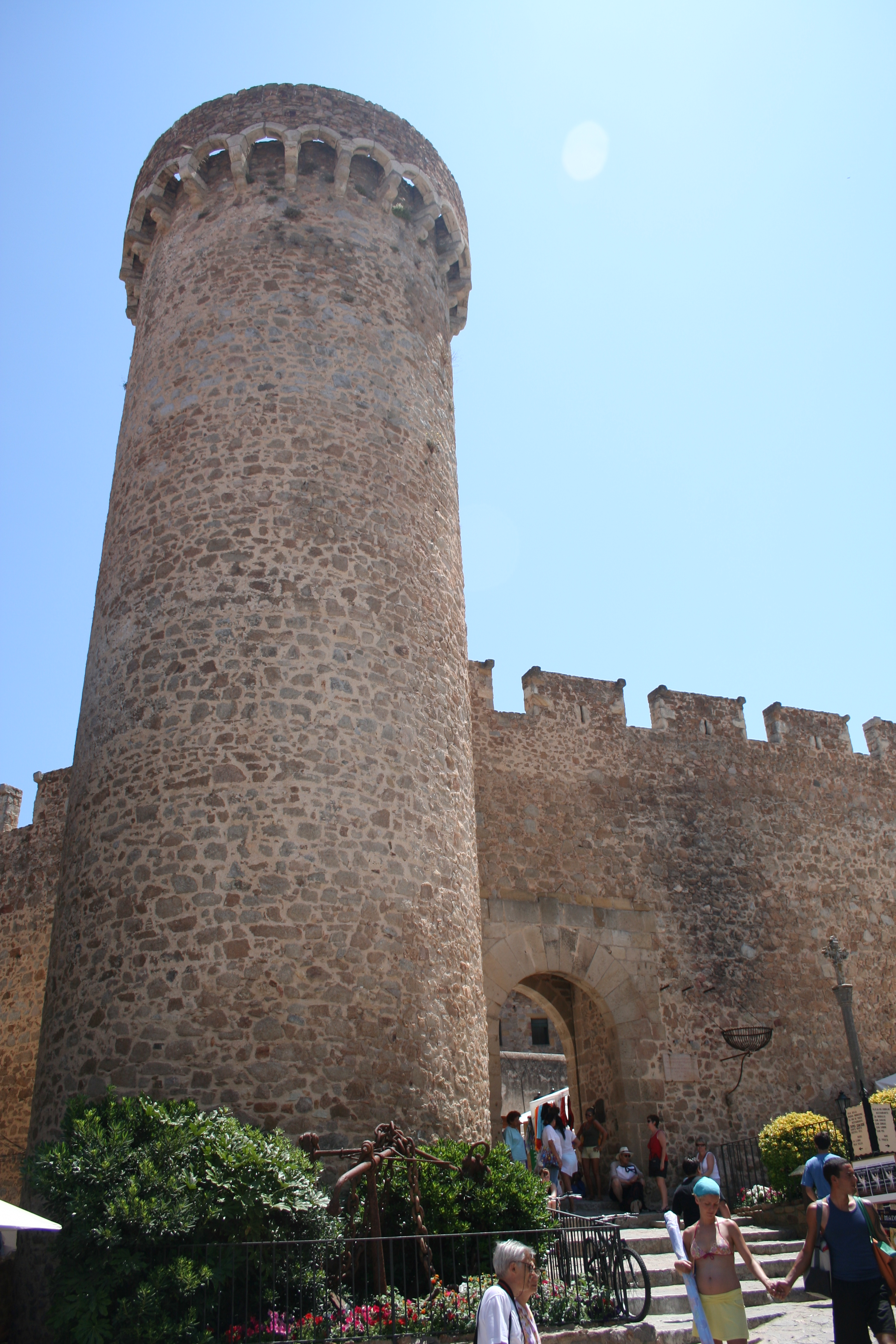
Torre de les Hores
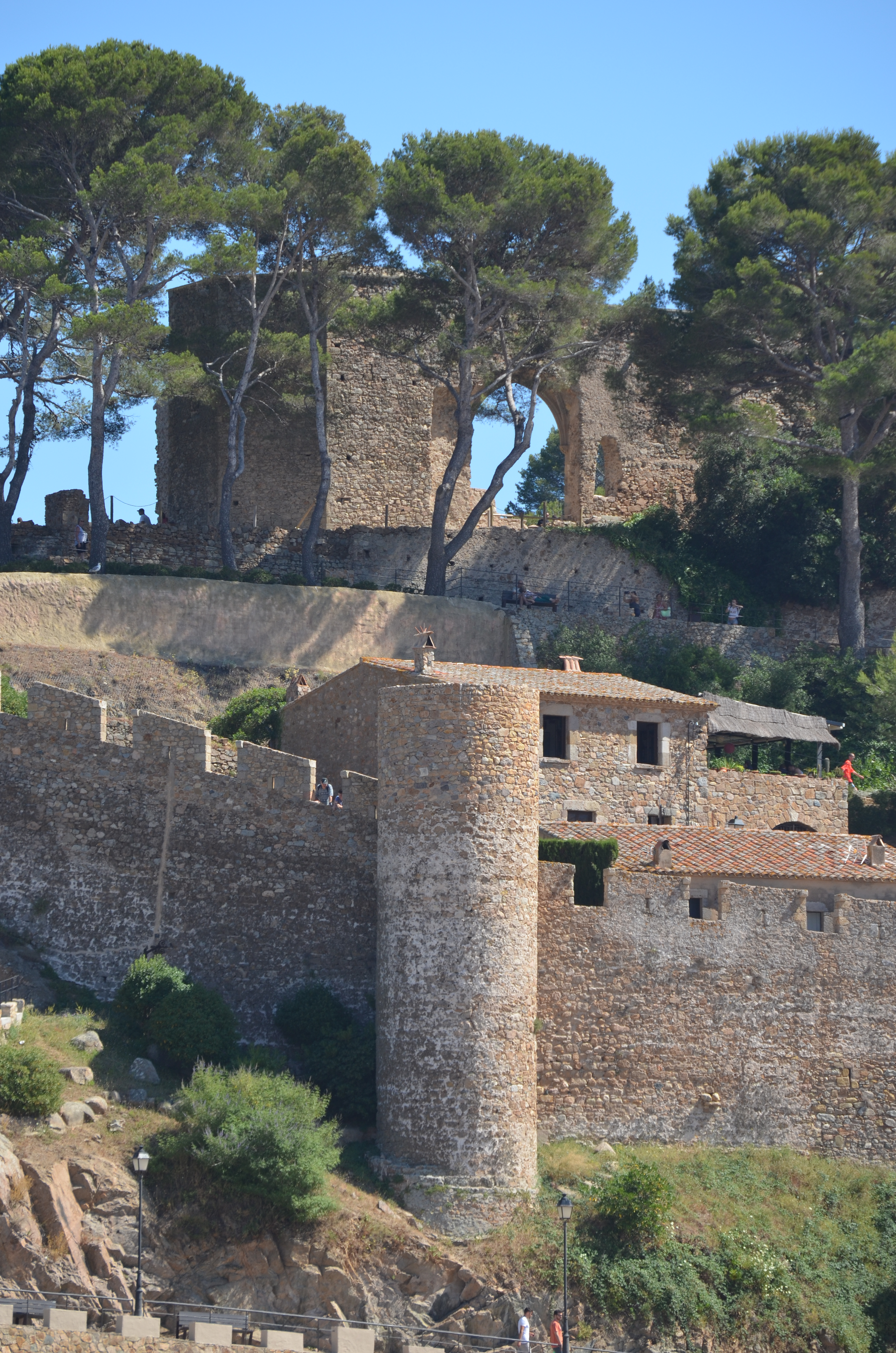
Turm Nr. 6
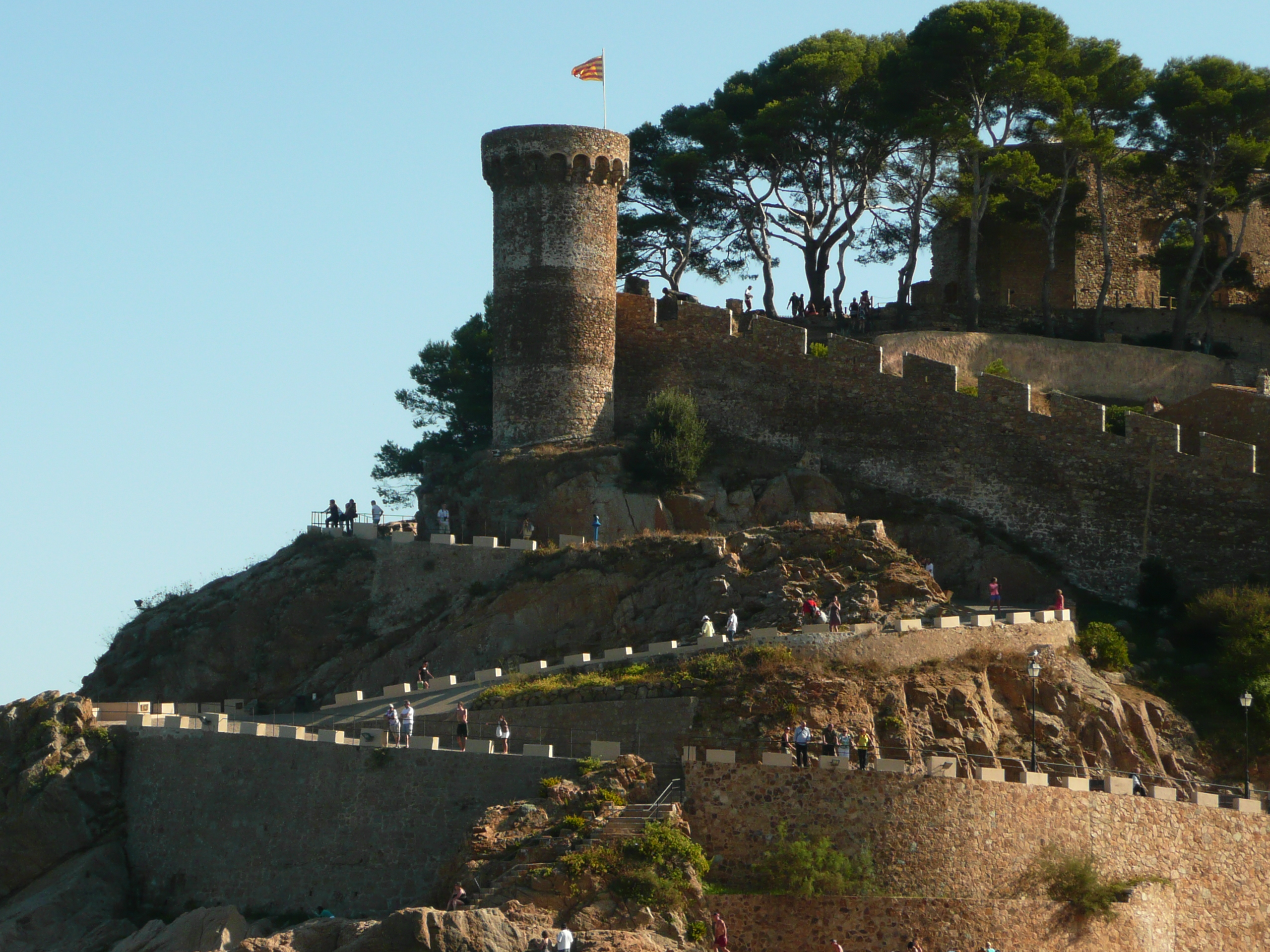
Torre d’en Joanàs
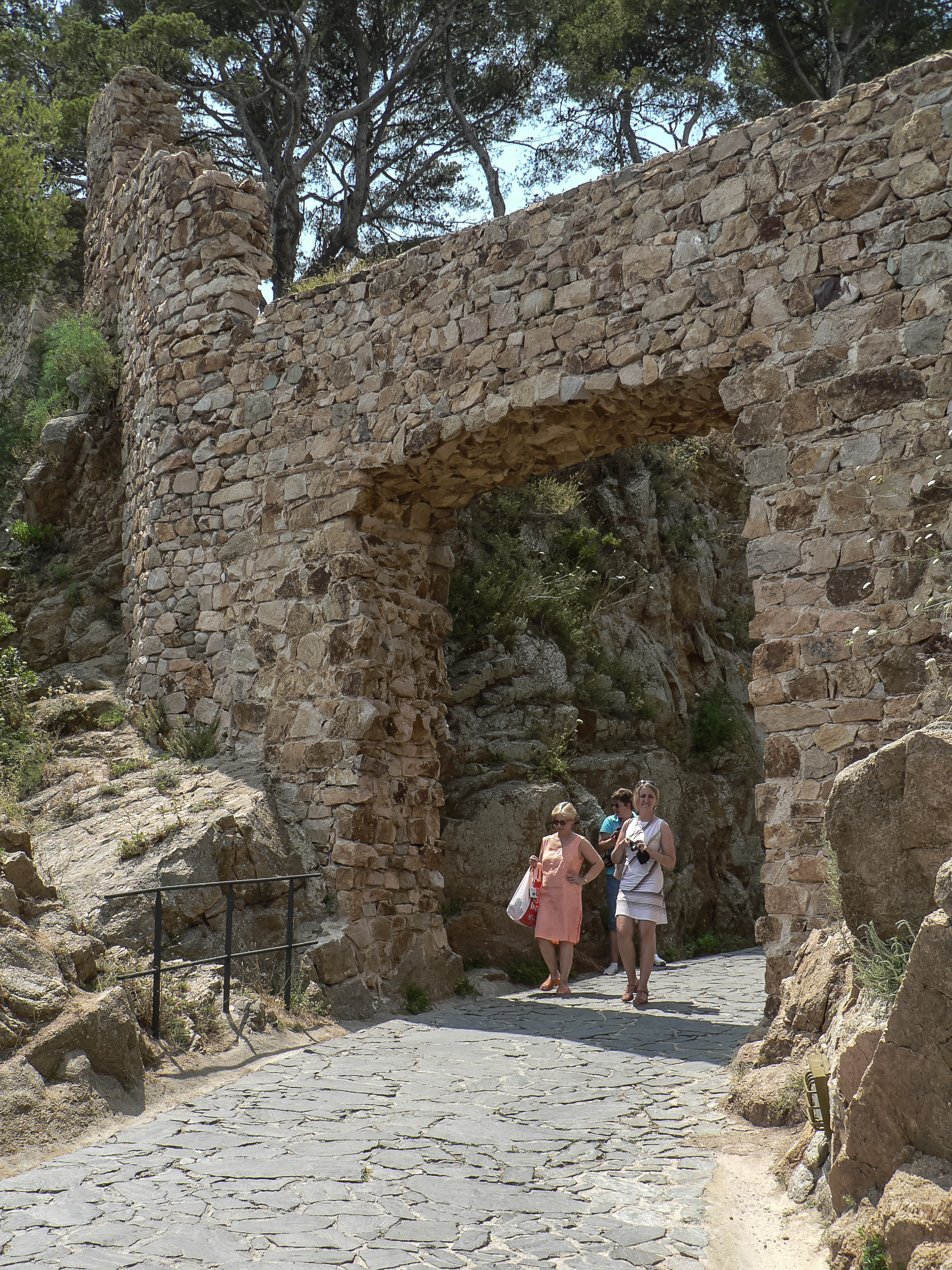
Portal (Passeig de la Vila Vella)

## Altstadt

### Der Weg nach El Far

#### Die Statue Ava Gardners

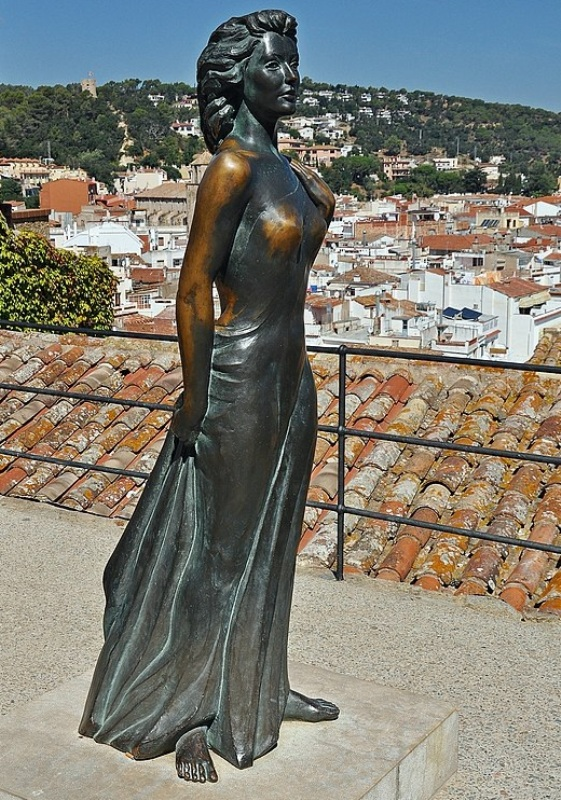
Die Statue von Ava Gardner

Die meisten Touristen steigen auf der kurvigen Passeig de la Vila Vella an der Stadtmauer entlang und betreten die Altstadt durch das westliche Tor. Folgt man der Passeig de la Vila Vella dann bis zur nächsten Kurve, so erreicht man die Statue von Ava Gardner auf einer als Aussichtspunkt ausgebauten Anhöhe. Das Bronzedenkmal der katalanischen Bildhauerin Ció Abellí erinnert an die amerikanische Schauspielerin, die den Ort berühmt gemacht hat. Die lebensgroße Skulptur zeigt Gardner in der Rolle als Pandora, wie sie auf das Meer und das Schiff des Fliegenden Holländers hinausblickt.

#### Die Ruine der alten Kirche

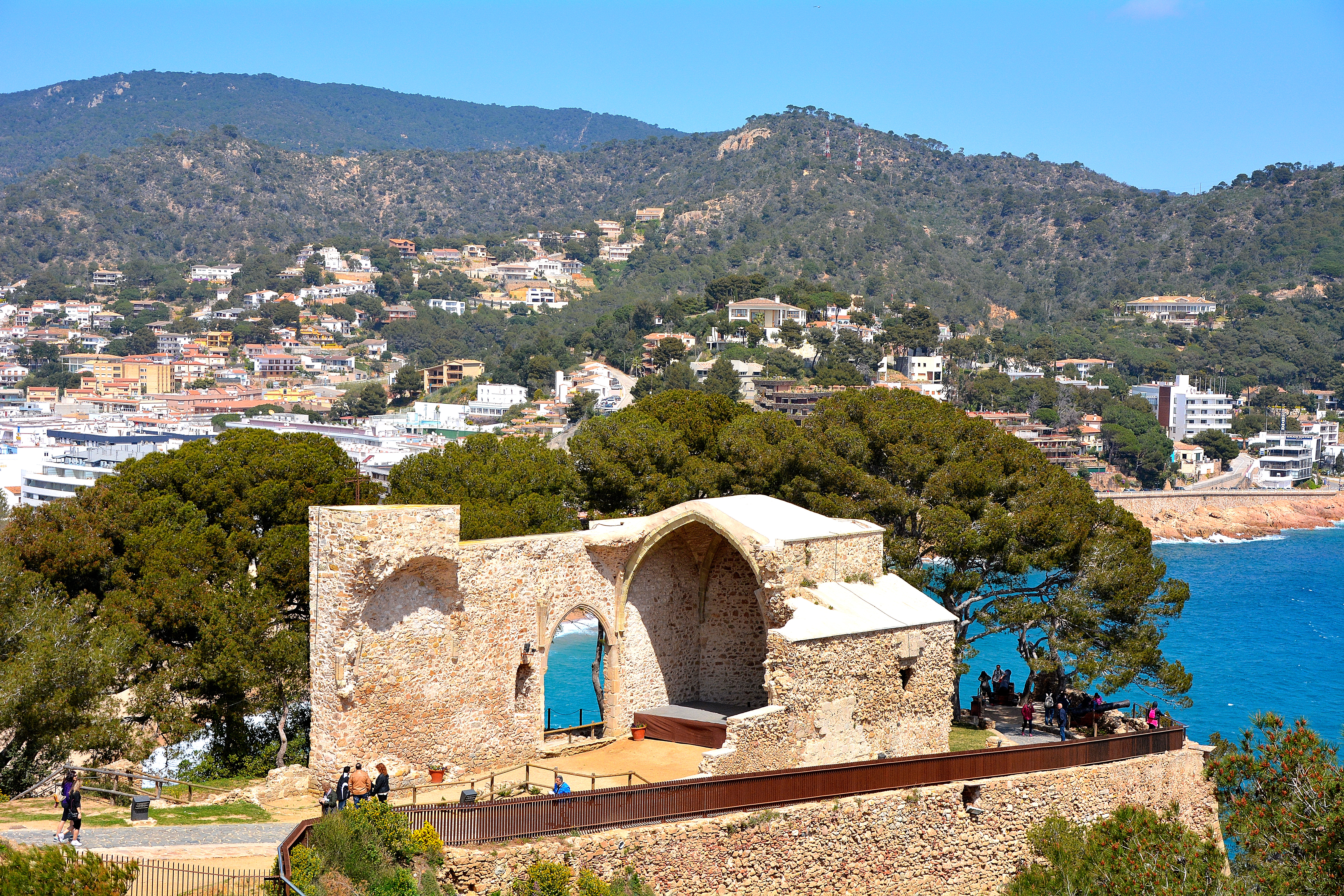
Die Ruine der alten Kirche

Folgt man der Straße weiter so kommt man nach zwei Serpentinen zur Ruine der alten Kirche. St. Vinzenz steht als Einzeldenkmal ebenfalls unter Denkmalschutz.
Die erste urkundliche Erwähnung einer dem hl. Vinzenz geweihten Kirche stammt dem Jahr 966. Nach dem Erhalt der Stadtrechte 1186 begann man auch mit dem Bau einer neuen Pfarrkirche. Die Reliquien, das Taufbecken von St. Vinzenz wurden in die neue Kirche überführt, der Friedhof dorthin verlegt. Die Enge des Platzes auf dem Berg erlaubte nur den Bau einer kleinen Kirche. Im Januar 1625 erhielt die Kirche zwei Glocken. Diese wurden in Olot durch Miquel Calsa gegossen und kosteten 55 barcelonesische Pfund. Im folgenden Jahrhundert litt die Bausubstanz der Kirche durch die exponierte Lage auf dem Hügel. Auch verlagerte sich der Schwerpunkt des Ortes immer mehr aus der Altstadt. 1778 wurde die neue Kirche erbaut und die alte Kirche dem Verfall anheimgegeben.
Das gotische Kirchengebäude war ursprünglich einschiffig mit zwei Kapellen an der Seite, um die Kreuzform zu erhalten. Später kam noch ein Glockenturm auf quadratischer Grundfläche und eine Sakristei hinzu. Heute ist nur noch die Apsis erhalten. Fragmente der erhaltenen Architekturelemente deuten auf den Bildhauer Pere Oller, der in Girona und Ripoll wirkte, hin. Heute wird die Kirchenruine als malerischer Rahmen für Freiluftaufführungen genutzt.

#### Der Torre del Castel
Oberhalb der Kirchenruine befindet sich der Torre del Castel. Es handelt sich um den Rest eines Rundturms und war ursprünglich Teil der Befestigung der alten Burg.

#### El Far

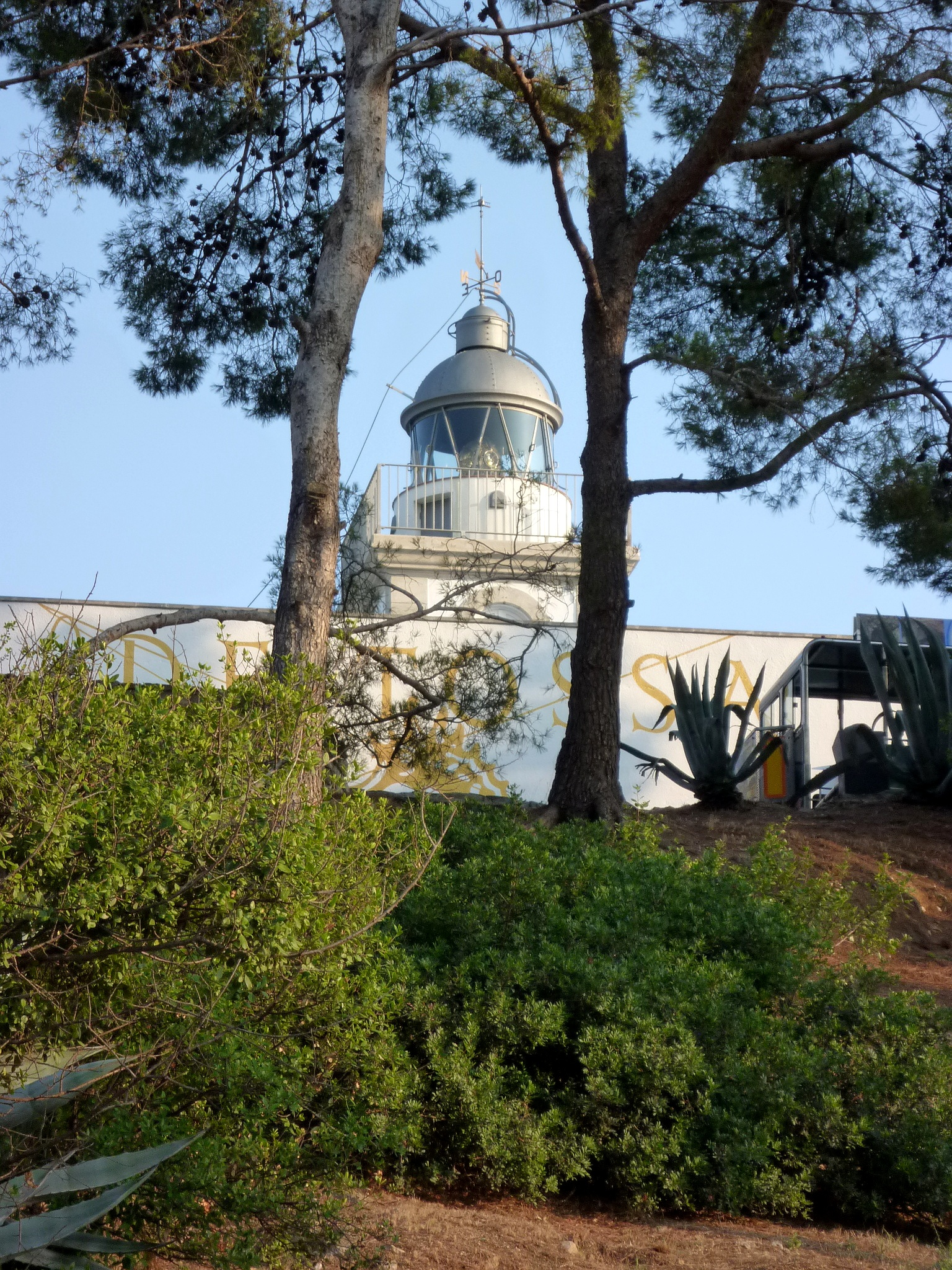
El Far

Auf dem Gipfel des Berges, 60 Meter über dem Meeresspiegel, befindet sich der Leuchtturm El Far. Er ist elf Meter hoch und hat einen quadratischen Grundriss. Im Erdgeschoss befindet sich das Informationszentrum des Leuchtturms. An der Spitze des Turms befindet sich ein kleiner viereckiger Turm mit den Maßen 4 × 4 Meter. Auf diesem befindet sich ein zylindrischer Aufbau mit dem eigentlichen Leuchtfeuer.
An der Stelle des heutigen Leuchtturms hatte sich ursprünglich die Burg von Tossa befunden. Nachdem diese ihre militärische Bedeutung verloren hatte, wurde auf der Spitze des Berges stattdessen eine Windmühle errichtet. 1904 wurde beschlossen, zwischen den bestehenden Leuchttürmen in Palamós im Norden und Calella im Süden einen weiteren Leuchtturm zu errichten. Aufgrund der Lage in der Mitte zwischen diesen Orten wählte man Tossa als Standort und erteilte am 5. Dezember 1912 die Baugenehmigung. Die Mühle wurde abgerissen und eine Versorgungsstraße angelegt. Bis 1917 wurde dann der Leuchtturm erbaut. Das Budget für den Bau von 77.100,53 Peseten wurde dabei um 16.000 Peseten überschritten. Ausführender Architekt war José March Docet. Der Bau hatte sich verzögert, da die Londoner Firma Chance Brothers das Leuchtfeuer kriegsbedingt erst mit Verzögerung lieferte. Am 29. August 1917 nahm der Leuchtturm seinen Betrieb auf. Er wurde zunächst mit Leichtbenzin betrieben. Im Jahr 1922 wurde der Betrieb auf Ethin umgestellt. Dieses wurde aus Calciumcarbid durch einen Gasgenerator erzeugt. Seit April 1929 wird der Leuchtturm elektrisch betrieben.

## Einzelne Gebäude
Weitere Einzelhäuser in der Altstadt stehen unter Denkmalschutz:

### Das Haus des Gouverneurs

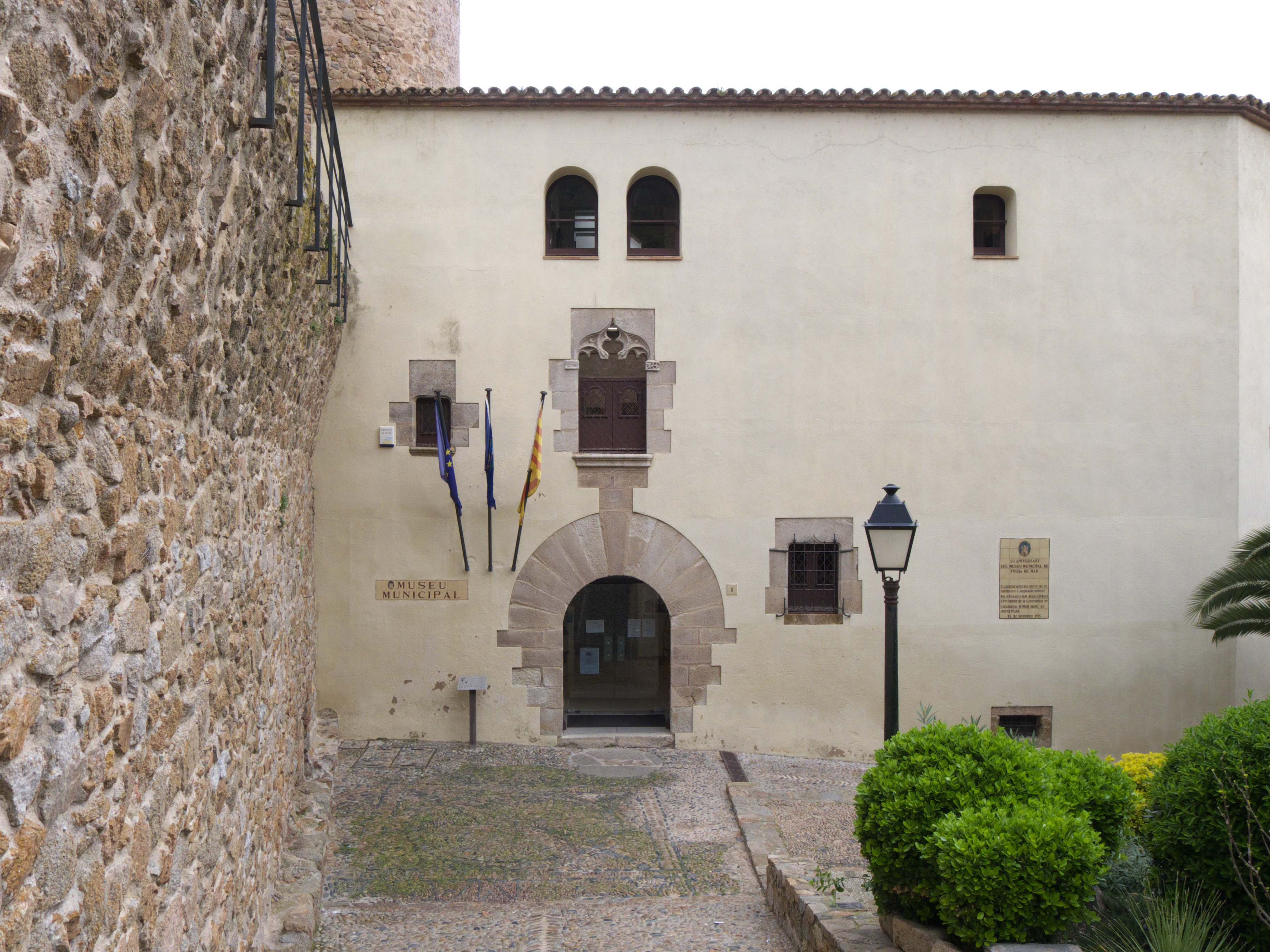
Haus des Gouverneurs

Das Haus des Gouverneurs wurde heute als Museu Municipal de Tossa de Mar also als kommunales Museum genutzt. Es handelt sich um ein dreistöckiges Gebäude, dass an der Innenseite der Stadtmauer direkt an den Torre des Codolar angebaut ist. Das Gebäude aus dem 14. Jahrhundert wurde von den Statthaltern des Klosters Ripoll genutzt, die bis 1835 Grundherren über Tossa waren. 1974 erwarb die Stadt das Haus, welches bis dahin in Privatbesitz war und richtete darin das Museum ein. Es zeigt Kunstwerke von Künstlern mit Bezug zu Tossa und archäologische Fundstücke aus Tossa.

### Ca na Marieta Xerach

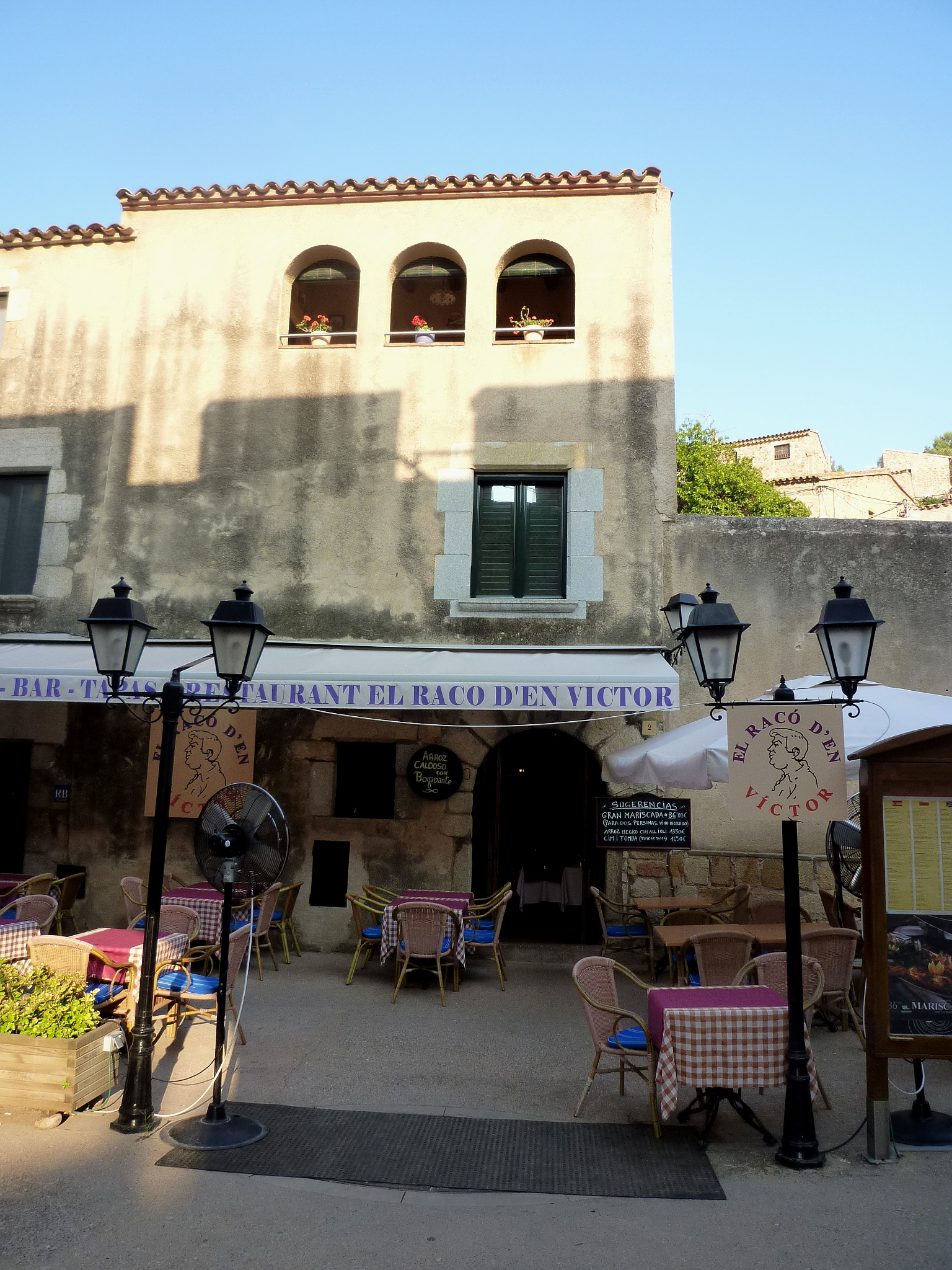
Ca na Marieta Xerach

Das zweistöckige Haus mit Adresse Pl. d’Armes, 2 gegenüber dem Haupttor der Altstadt, war früher in zwei Häuser geteilt. Eines davon war das alte Pfarrhaus.

## Tourismus

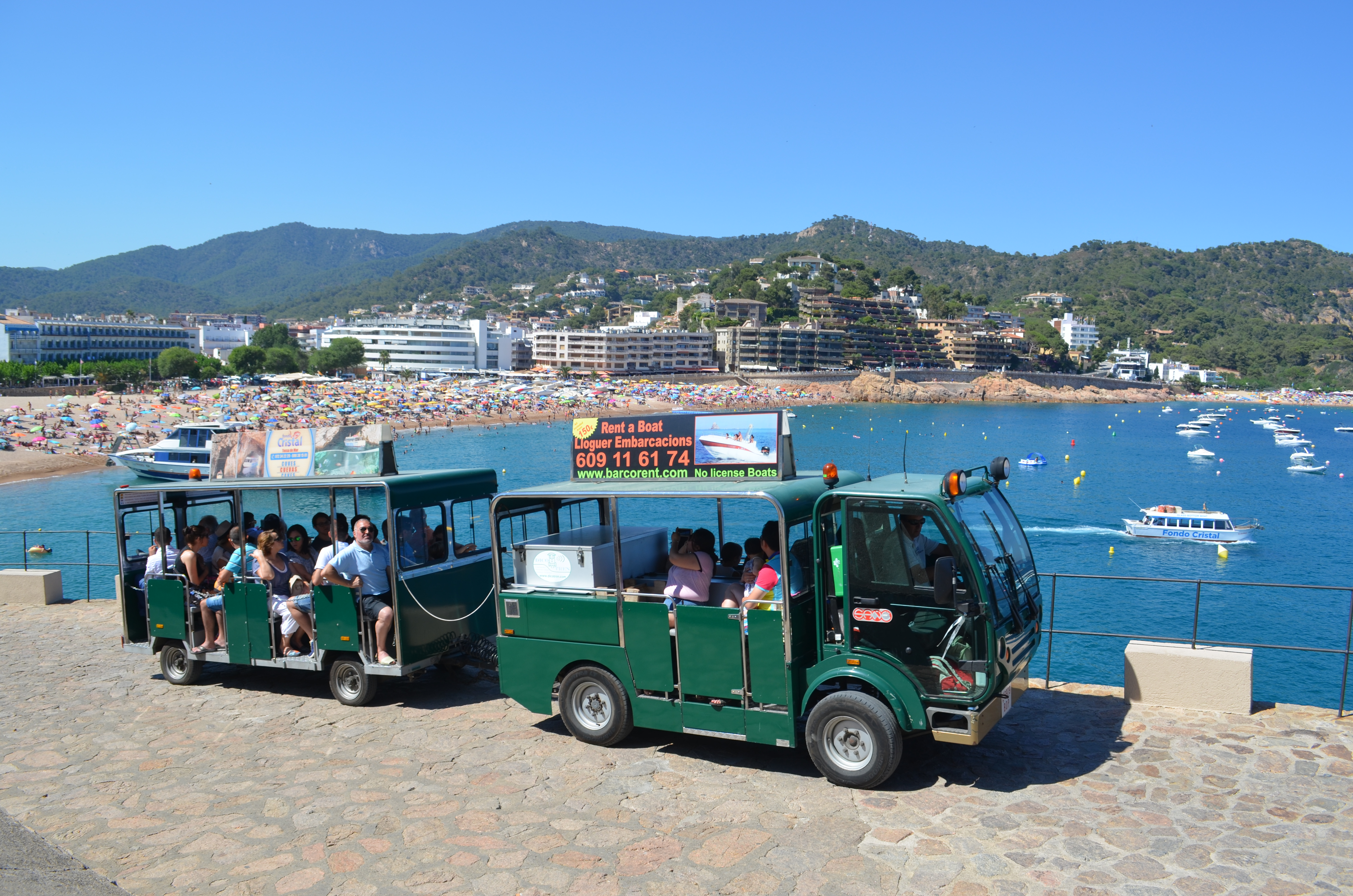
Touristenbahn auf dem Weg vom Strand hoch in die Altstadt und zum Leuchtturm

Die Altstadt von Tossa wird in den Reiseführern als eine der führenden Sehenswürdigkeiten an der Costa Brave genannt. Entsprechend hoch sind in den Sommermonaten die Besucherzahlen. Es werden organisierte Bustouren aus den wesentlichen Touristenorten Kataloniens nach Tossa angeboten, auch bestehen Schiffsverbindungen von Blanes und Lloret de Mar. Für die Touristen besteht auch die Möglichkeit, den Aufstieg mit einer Touristenbahn zurückzulegen.

## Denkmalschutz
Die Altstadt und die Stadtmauern sind unter dem Namen Recinte emmurallat i Castell de Tossa (Tossa de Mar) (BCIN 227-MH) als Bé Cultural d’Interès Nacional, das ist die höchste Stufe des Denkmalschutzes in Katalonien, geschützt.